# Quitembo
Quitembo ou Quitembu (em quicongo: Kitembu), também chamado Tempo, Quitembe (Kintembe), Tempo-Diabanganga e Tempo-Quiamuílo, é o inquice da atmosfera, tempestade e vento, equivalente ao orixá Irocô e associado a São Lourenço. Segundo os mitos, reside em árvore sagrada, que no Brasil corresponde às espécies gameleira-branca e samaúma. A ele se associa a figura da grelha onde assa o galo que lhe é sacrificado e a bandeira branca. Aos seus iniciados, é dado os nomes de Quigongo, Dinzambe e Quitumbo.